# Sheridan Smith
Sheridan Smith (Epworth, North Lincolnshire, 25 juni 1981) is een Brits actrice. Ze speelde onder meer negen jaar Janet Smith (later Keogh) in de komedieserie Two Pints of Lager and a Packet of Crisps.
Smith was verder ook te zien als Emma Kavanagh (de verloofde van Antony) in The Royle Family en in Holby City, Doctors, Where the Heart Is en Heartbeat. Van 2005 tot en met 2008 speelde ze Cleo Martin in de komedieserie Love Soup. Daarnaast was ze te zien als Elle Woods in de musical 'Legally Blonde' op West End (Londen).

## Filmografie
- Wives and Daughters (miniserie, 1999) - Dienstmeid
- Dark Ages Televisieserie - Matilda (Afl., War, 1999|Vile Vole Pie, 1999|Vikings, 1999|Witch, 1999|The End of the World, 1999)
- Heartbeat Televisieserie - Lyn (Afl. A Shot in the Dark, 2000)
- Where the Heart Is Televisieserie - Vicky (Afl. Modern Love, 2000)
- Doctors Televisieserie - Claire (Afl. Late Action Hero, 2000)
- Anchor Me (Televisiefilm, 2000) - Jonge Jackie
- Peaches (2000) - Tracey, winkelbediende
- The Royle Family Televisieserie - Emma Kavanagh (Afl., Antony's Birthday, 1999|London, 2000|The Christening, 2000|The Royle Family at Christmas, 2000)
- Holby City Televisieserie - Miranda Locke (6 afl., 2001)
- Always and Everyone Televisieserie - Verpleegster (Episode 3.12, 2001)
- Hawk (Miniserie, 2001) - Jez
- Blood Strangers (Televisiefilm, 2002) - Jas Dyson, aka Claire
- Fat Friends Televisieserie - Sharon Wormersley (Afl. Sticky Fingers, 2002|In Full Bloom, 2002)
- The Royal Televisieserie - Francesca Smith (Afl. Immediate Care, 2003)
- Doctors Televisieserie - Jackie Leavis (Afl. Gap Year, 2004)
- Mile High Televisieserie - Susie (Episode 2.10, 2004)
- Eyes Down Televisieserie - Sandy Beech (13 afl., 2003-2004)
- Fade to Black: Emma (2005) - Emma Lassiter
- The Bill Televisieserie - Janey Giles (Afl. 315, 2005)
- The Lenny Henry Show Televisieserie - Verschillende rollen (8 afl., 2005)
- The Comic Strip Presents... Televisieserie - Angie (Afl. Sex Actually, 2005)
- Grownups Televisieserie - Michelle (14 afl., 2006-2007)
- Defunct (2008) - Cherry La Chav
- Two Pints of Lager and a Packet of Crisps Televisieserie - Janet Smith/Keogh (63 afl., 2001-2008)
- Gavin & Stacey Televisieserie - Rudi (Episode 2.2, 2008|Episode 2.3, 2008|Episode 2.7, 2008)
- Love Soup Televisieserie - Cleo Martin (15 afl., 2005-2008)
- Jonathan Creek, Televisieserie - Joey Ross (Afl. The Grinning Man, kerstspecial, 2009)
- Hysteria (2011) - Molly
- Tower Block (2012) - Becky
- Quartet - dokter Lucy Cogan
- The 7.39 (2014) - Sally Thorn (televisiefilm)
- Cilla (2014) - Cilla Black (miniserie)
- Black Work (2015) - Jo Gillespie (miniserie)
- The Railway Children Return (2022) - Annie